# Robert Kauffman

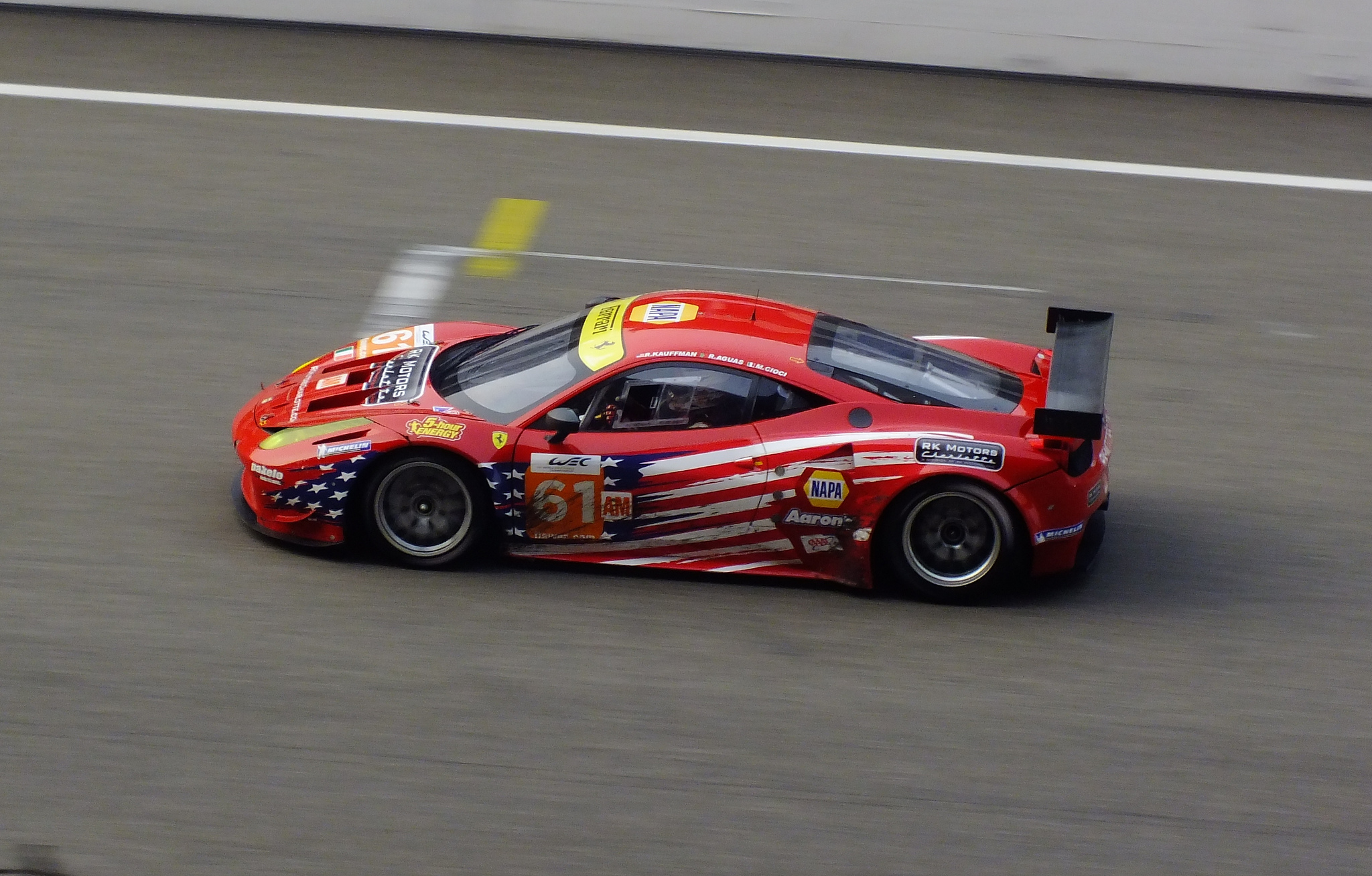
Der Ferrari 458 Italia GTC von Robert Kauffman, Rui Águas und Marco Cioci beim 6-Stunden-Rennen von Shanghai 2012

Robert „Rob“ Kauffman (* 6. Juni 1964 in Sharon) ist ein US-amerikanischer Unternehmer und Autorennfahrer.

## Unternehmer
Robert Kauffman war 1998 einer der Gründer der Fortress Investment Group, eines Unternehmens für private Vermögensverwaltung. 2007 war das Unternehmen der erste an der New York Stock Exchange gehandelte Hedgefonds. 2017 wurde die Investmentgesellschaft für 3,3 Mrd. US-Dollar an die japanische Softbank verkauft.
Robert Kauffman war und ist Miteigentümer US-amerikanischer Motorsportteams. Er war 50-%-Eigner von Michael Waltrip Racing und hält seit 2015 Anteile am Rennteam von Chip Ganassi.

## Karriere als Rennfahrer
Robert Kauffman war einige Jahre auch als Rennfahrer aktiv. Zwischen 2007 und 2013 bestritt er 26 GT-Rennen. Dabei gelangen ihm drei Klassensiege. Er startete in der FIA-GT3-Europameisterschaft, der European Le Mans Series und der Grand-Am Sports Car Series. Zweimal, 2011 und 2012, ging er beim 24-Stunden-Rennen von Le Mans ins Rennen. Beste Platzierung im Schlussklassement war der 31. Rang 2012. 2011 war er in den Unfall von Mike Rockenfeller im Audi R18 verwickelt. In der Nacht um 23 Uhr kollidierte Rockenfeller im Audi mit dem Ferrari 458 Italia GTC von Kauffman und verunfallte dabei schwer. Obwohl der LMP1-Audi dabei vollständig zerstört wurde, blieb Rockenfeller unverletzt.

## Statistik

### Le-Mans-Ergebnisse
| Jahr | Team     | Fahrzeug               | Teamkollege | Teamkollege     | Platzierung | Ausfallgrund |
| ---- | -------- | ---------------------- | ----------- | --------------- | ----------- | ------------ |
| 2011 | AF Corse | Ferrari 458 Italia GTC | Rui Águas   | Michael Waltrip | Ausfall     | Defekt       |
| 2012 | AF Corse | Ferrari 458 Italia GTC | Rui Águas   | Brian Vickers   | Rang 31     |              |

### Sebring-Ergebnisse
| Jahr | Team             | Fahrzeug           | Teamkollege | Teamkollege     | Platzierung | Ausfallgrund |
| ---- | ---------------- | ------------------ | ----------- | --------------- | ----------- | ------------ |
| 2012 | AF Corse-Waltrip | Ferrari 458 Italia | Rui Águas   | Michael Waltrip | Rang 38     |              |